# Данвиллер
Данвилле́р (фр. Damvillers) — коммуна во Франции, находится в историческом и культурном регионе Лотарингия, Гранд-Эст. Департамент — Мёз. Входит в состав кантона Монмеди. Округ коммуны — Верден.
Код INSEE коммуны — 55145.

## География
Коммуна расположена приблизительно в 230 км к востоку от Парижа, в 65 км северо-западнее Меца, в 70 км к востоку от Бар-ле-Дюк.

## Гидрография
Реки, пересекающие коммуну:
- река Тинт, устье Луазон (la Thinte).
- река Фос Ривьер (la Fausse Riviere).
- Потоки Буа де Шаврель (Bois de Chavrelle), Трип (Aux Tripes), Офонтэн (Eaufontaine), Морюпт (Maurupt), Пёвиллер (Peuvillers), Прель (Prelle), Ревиль (Reville), Этре (Etraye), Ваврий (Wavrille).

## Этимология
Происхождение названия происходит от сопоставления замка Дам, который защищал деревню в средние века, и монастыря Вилье, который был прикреплен к нему.
Старые упоминания: Damvillerium (1086); Danviller (1204); Danvillers (1238); Villarum de Danvillers (1324); Moneta Damviller, moneta Damville (14 век); Danviller (1413); Dampvillers (1538); Dampvilliers (1549); De Dompnovillari (1642); Danvilliers (1661); Damvillæum (1679); Damviller (1700); Dampville (1730); Damvillé, Danis-villa (1738); Damvilliers (1745).

## Экономика
В 2010 года среди 412 человек трудоспособного возраста (15-64 лет) 277 были экономически активными, 135 — неактивными (показатель активности — 67,2 %, в 1999 году было 70,4 %). Из 277 активных жителей работали 238 человек (134 мужчины и 104 женщины), безработных было 39 (14 мужчин и 25 женщин). Среди 135 неактивных 31 человек были учениками или студентами, 51 — пенсионерами, 53 были неактивными по другим причинам.

## Сельское хозяйство
- Выращивание зерновых, бобовых и масличных культур.
- Связанное выращивание и животноводство.
- Разведение молочных коров.
- Лесное хозяйство и другие виды лесного хозяйства.
- Разведение лошадей и других лошадей.
- Разведение другого крупного рогатого скота и буйволов.

## Туризм
- Рестораны и размещение.

## Торговля
- Местные магазины и услуги.

## История
В 1285 году Жан де Мурау (Jean de Muraut) или Мураво (Murauvaux) один из четырех пэров епископа Вердена, был на турнире Chauvency. Жак Бретель (Jacques Bretel) делает его героем одной из игр, которые он рассказывает. Замок Мураут (разрушенный во времена Людовика XIII) находился на одном из курганов, вдали от Дамвиллера, на краю леса. Его другая резиденция (также исчезнувшая сегодня) была бы, по словам бывшего историка Дж. Аве (J. Havet), замок Мураво, недалеко от Мон-Вильера.
В 1317 году Дамвиллер была небольшой деревней, подвластным охраняемым замком от Герцогства Люксембург, в которой обитала Беатрис де Бурбон, королева Богемии. Карл V сделал его крепостью, которая после нескольких осад и принадлежности к различным державам была передана Франции по Пиренейскому договору в 1659 году. Дамвиллер был частью французского Люксембурга до 1790 года.
В 1741 году маршал Бель-Иль приказал опустошить рвы укреплений и закрыть город частоколами и фризовыми лошадьми.
В 1552 году Генрих II во время “путешествия из Германии” вернулся из Эльзаса и 11 июня захватил город, который поддержал восьмидневную осаду. Во время этой битвы Амбруаз Паре, хирург короля, экспериментировал с артериальной подвязкой во время ампутации. Его новый метод вскоре должен был заменить ранее распространенную каутеризацию.
Был прикреплен к епархии Верден.

## Известные уроженцы
- Жюль Бастьен-Лепаж — (1848-1884), французский художник-натуралист XIX века, родился 1 ноября 1848 года в Дамвиллере.
- Эмиль Бастьен-Лепаж (1854-1938), французский художник, брат следующего.
- Этьен-Морис Жерар — (1773-1852), генерал Наполеона I, был сделан маршалом Франции при Луи-Филиппе в 1830 году. Родился 4 апреля 1773 года в Дамвиллере.
- Морис Рене Баланд (1904-1993), полковник 61, офицер Почетного легиона.
- Жюль Лижеуа (1833-1908), адвокат.
- Луи Анри Луазон (1771-1816), генерал разделения революции и империи.
- Морис Луи Сен-Реми (1769-1841), генерал бригады Первой империи.
- Жан-Батист де Тернан (1751-1833), посол Франции в Соединенных Штатах с 1791 по 1793 год, родился в Дамвиллере 12 декабря 1751 года.

## Население
Население коммуны на 2023 год составляло 596 человек.
| 1793 | 1800 | 1806 | 1821 | 1831 | 1836 | 1841 | 1846 | 1856 | 1866 | 1876 | 1886 | 1896 | 1901 | 1911 | 1921 | 1931 | 1936 | 1946 | 1954 | 1962 | 1968 | 1975 | 1982 | 1990 | 1999 | 2005 | 2006 | 2009 | 2010 | 2014 | 2015 | 2020 | 2021 | 2023 |
| ---- | ---- | ---- | ---- | ---- | ---- | ---- | ---- | ---- | ---- | ---- | ---- | ---- | ---- | ---- | ---- | ---- | ---- | ---- | ---- | ---- | ---- | ---- | ---- | ---- | ---- | ---- | ---- | ---- | ---- | ---- | ---- | ---- | ---- | ---- |
| 779  | 809  | 917  | 992  | 1075 | 1045 | 998  | 1028 | 879  | 910  | 840  | 791  | 830  | 746  | 680  | 614  | 531  | 473  | 441  | 522  | 566  | 588  | 631  | 674  | 627  | 628  | 636  | 653  | 646  | 655  | 664  | 653  | 618  | 618  | 596  |

## Достопримечательности
- Церковь XV века. Исторический памятник с 1921 года[3]

## Замечательное дерево
На дороге D905, ведущей в Дамвиллер, растет ива белая (salix alba) окружностью 8,04 метра. Это вторая по величине белая ива, зарегистрированная на территории Франции, и двенадцатая в мире.

## В кинематографии
Данвиллер - одно из мест, где происходит действие телевизионного фильма “На Западном фронте без перемен”, снятого в 1978 году (в Чехословакии) Делберта Манна по мотивам одноименного романа Эриха Марии Ремарка.

## Общественный транспорт
Fluo Grand Est.

## Образовательные учреждения
- Детские сады и начальные школы.
- Колледж в Дамвиллере.
- Средние школы в Вердене.

## Города-побратимы
- Зиренберг (Германия) с 25 июня 1967 год.
- Лигни (Бельгия) с 1966 года.

## Фотогалерея

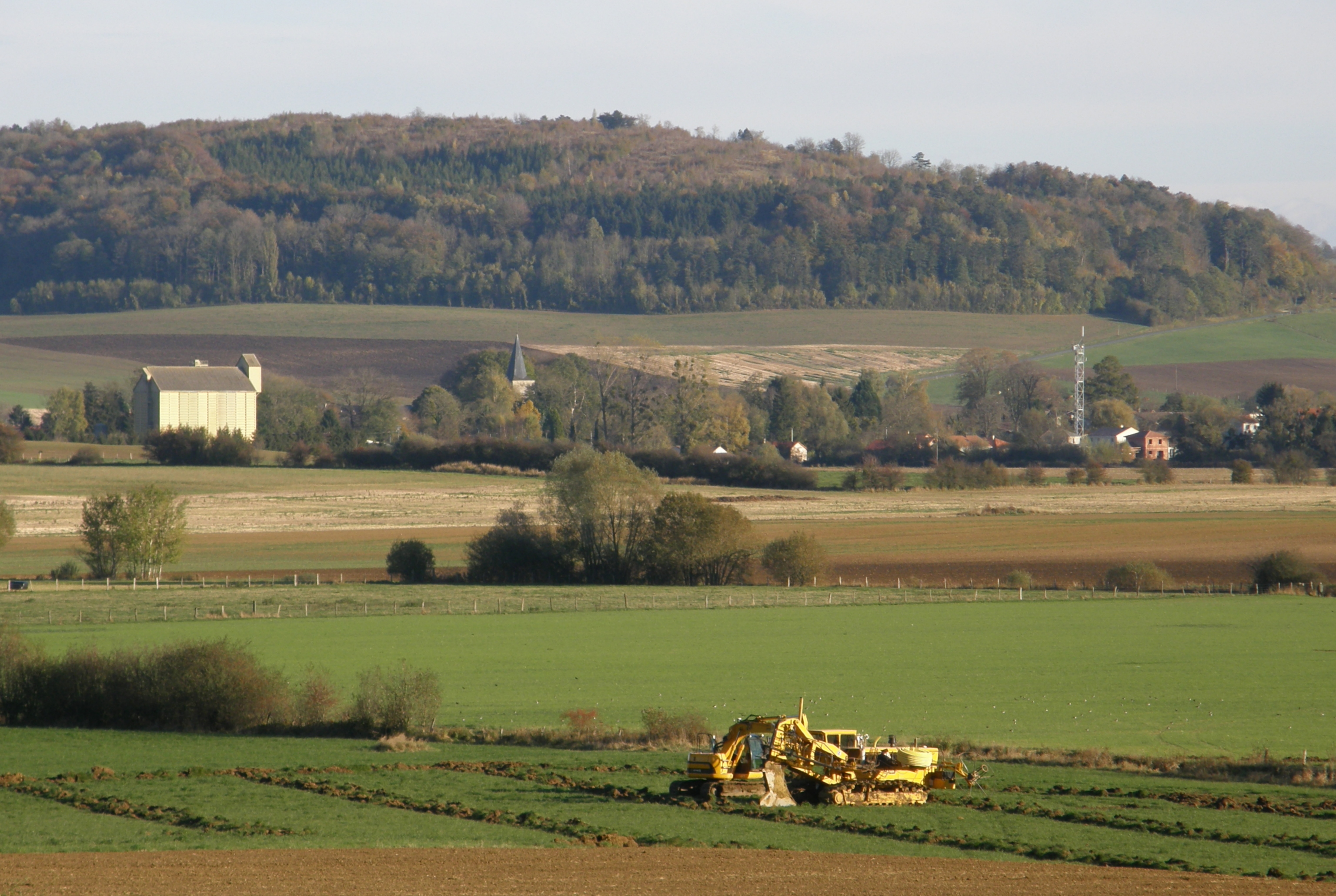
Данвиллер
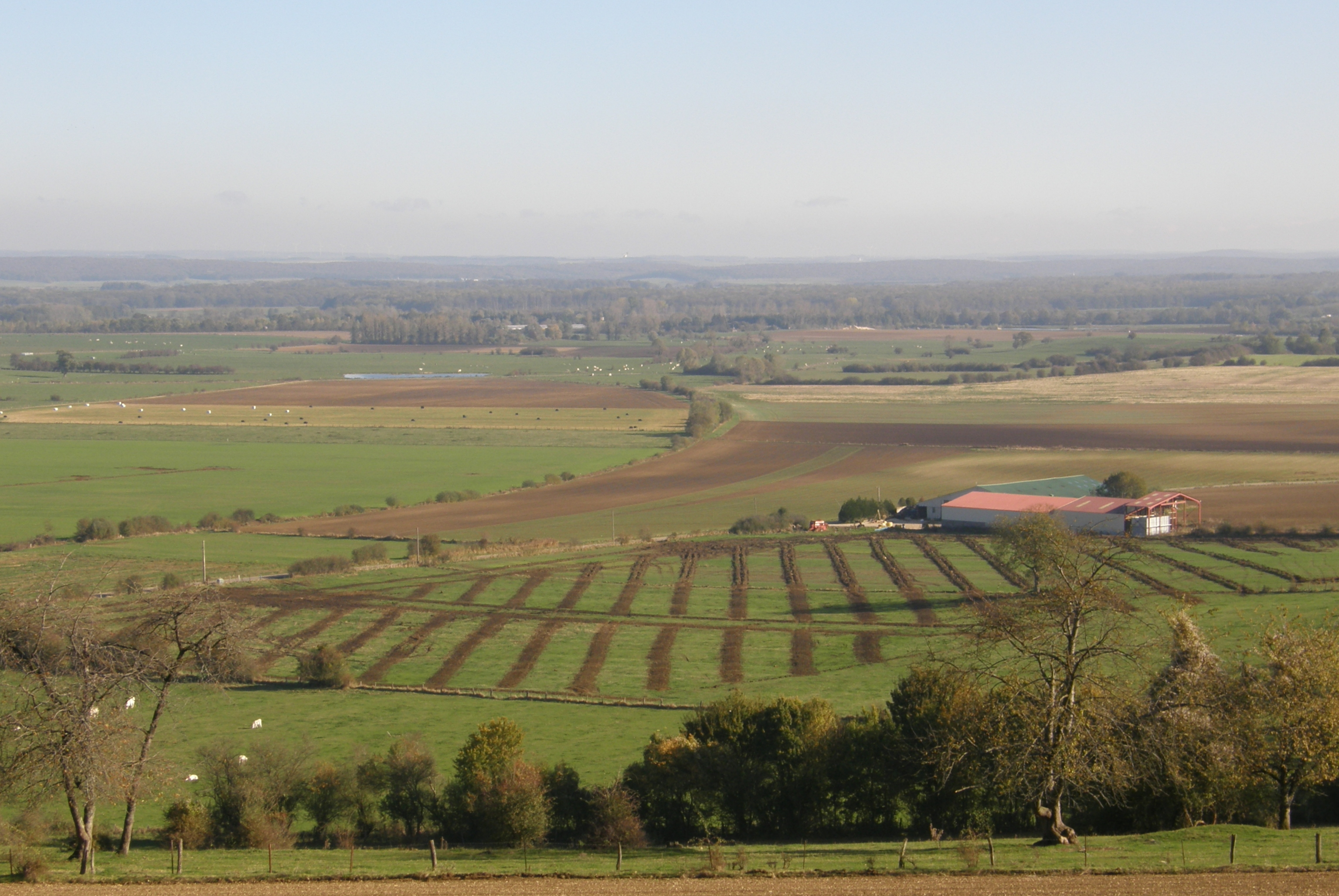
Данвиллер
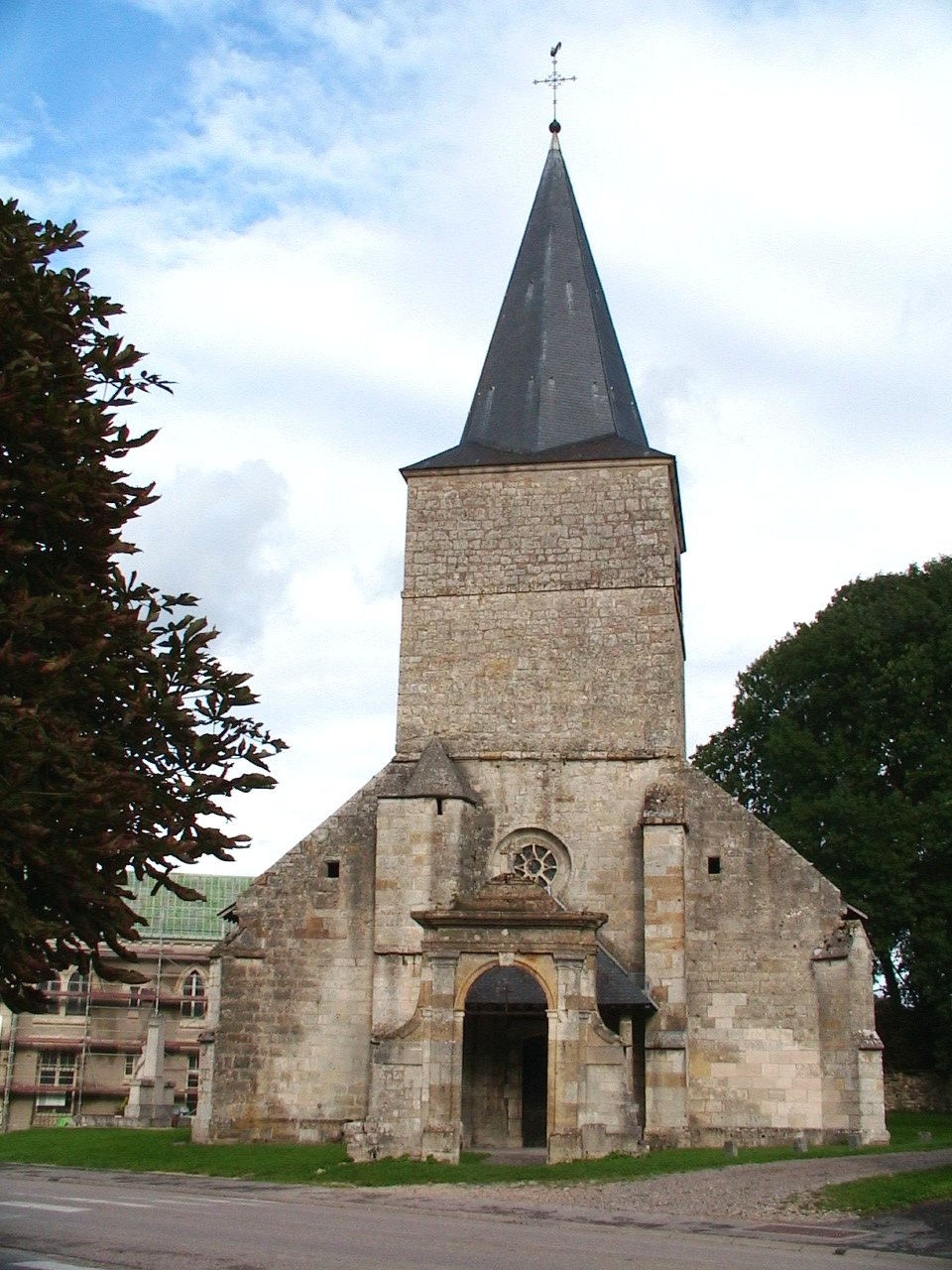
Церковь
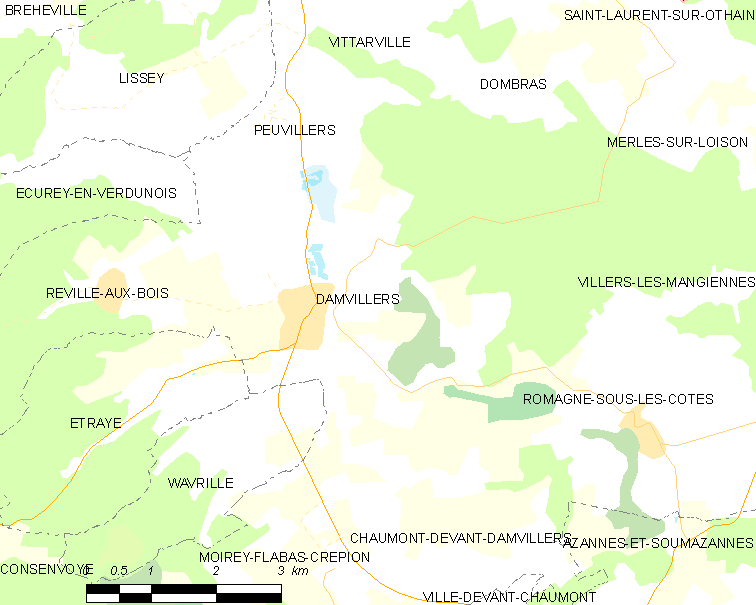
Карта коммуны
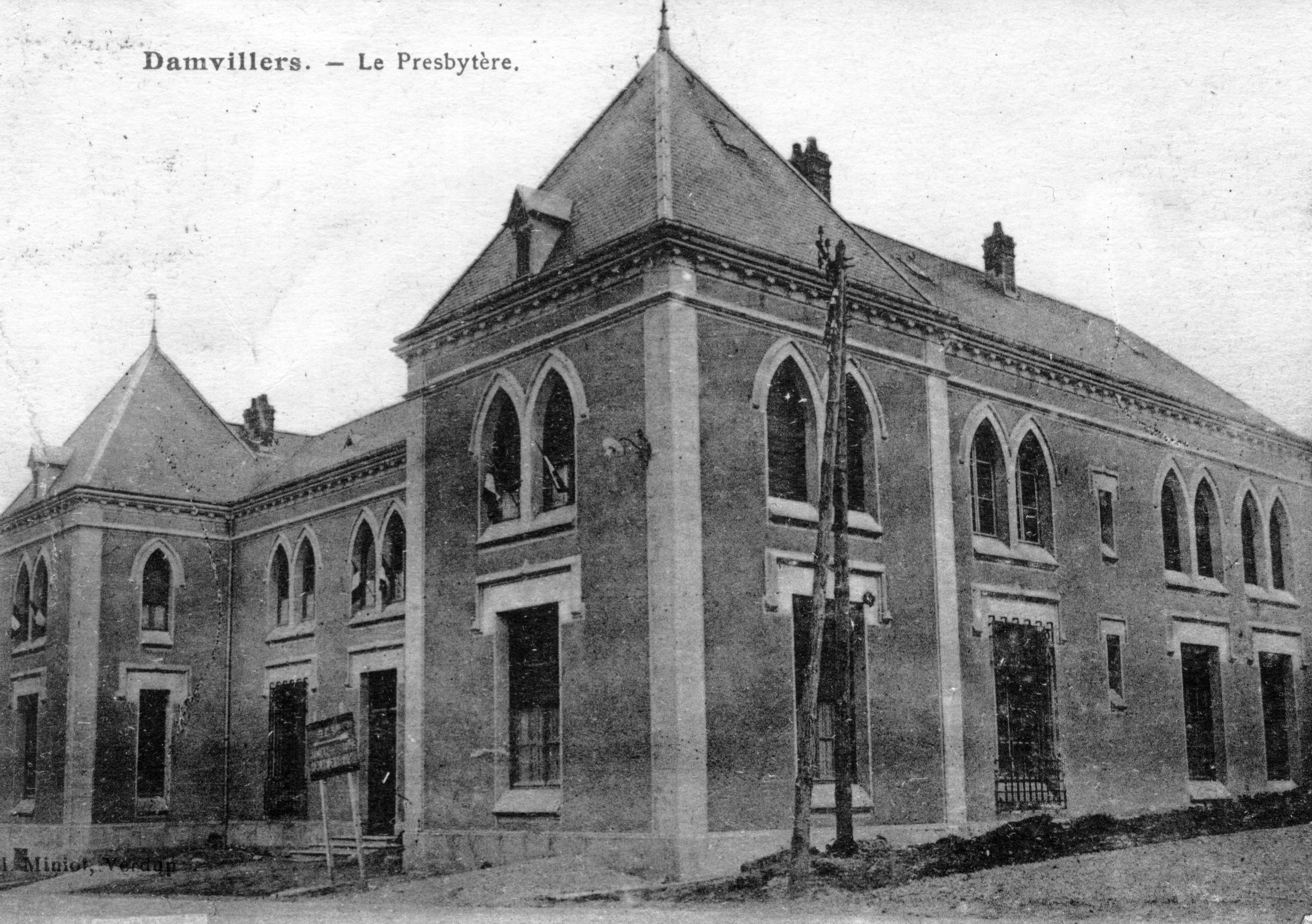
Пресвитерий. Старая открытка.